# Mike Rockenfeller
Mike Rockenfeller (ur. 31 października 1983 roku w Neuwied) – niemiecki kierowca wyścigowy.

## Kariera
Rockenfeller rozpoczął karierę w międzynarodowych wyścigach samochodowych w 2001 roku od startów w Formule König, gdzie trzykrotnie stawał na podium, w tym raz na jego najwyższym stopniu. Z dorobkiem 109 punktów został sklasyfikowany na czwartej pozycji w klasyfikacji generalnej. W późniejszych latach Niemiec pojawiał się także w stawce Porsche Supercup, Niemieckiego Pucharu Porsche Carrera, Brytyjskiego Pucharu Porsche Carrera, American Le Mans Series, Grand American Rolex Series, Le Mans Endurance Series, SCCA World Challenge, FIA GT Championship, 24-godzinnego wyścigu Le Mans, 24h Nürburgring, Deutsche Tourenwagen Masters, Le Mans Series, VLN Endurance, FIA GT3 European Cup, Grand-Am Rolex Sports Car Series, Blancpain Endurance Series, Intercontinental Le Mans Cup, FIA World Endurance Championship oraz United Sports Car Championship .

## Wyniki w 24h Le Mans
| Rok  | Zespół                          | Partnerzy                    | Samochód            | Klasa | Okr. | Poz. | Klasa Pos. |
| ---- | ------------------------------- | ---------------------------- | ------------------- | ----- | ---- | ---- | ---------- |
| 2004 | Orbit Racing BAM!               | Marc Lieb Leo Hindery        | Porsche 911 GT3-RS  | GT    | 223  | NU   | NU         |
| 2005 | Alex Job Racing BAM! Motorsport | Marc Lieb Leo Hindery        | Porsche 911 GT3-RSR | GT2   | 332  | 10   | 1          |
| 2007 | Audi Sport Team Joest           | Lucas Luhr Alexandre Prémat  | Audi R10 TDI        | LMP1  | 23   | NU   | NU         |
| 2008 | Audi Sport Team Joest           | Lucas Luhr Alexandre Prémat  | Audi R10 TDI        | LMP1  | 374  | 4    | 4          |
| 2009 | Audi Sport North America        | Marco Werner Lucas Luhr      | Audi R15 TDI        | LMP1  | 104  | NU   | NU         |
| 2010 | Audi Sport North America        | Timo Bernhard Romain Dumas   | Audi R15 TDI plus   | LMP1  | 397  | 1    | 1          |
| 2011 | Audi Sport Team Joest           | Timo Bernhard Romain Dumas   | Audi R18 TDI        | LMP1  | 116  | NU   | NU         |
| 2012 | Audi Sport North America        | Oliver Jarvis Marco Bonanomi | Audi R18 ultra      | LMP1  | 375  | 3    | 3          |